# Književnost u 1835.
◄◄ | ◄ | 1832. | 1833. | 1834. | 1835.  | 1836. | 1837. | 1838. | ► | ►►
Arhitektura • Astronomija • Biologija • Glazba • Kazalište • Kemija • Kiparstvo • Knjige • Književnost • Kršćanstvo • Meteorologija • Medicina • Politika • Pravo • Promet • Slikarstvo • Šport • Znanost • Željeznički promet
Književnost u 1835.

## Svijet

### Književna djela
- Otac Goriot Honoréa de Balzaca
- Bajka o mrtvoj kneginji i o sedmorici delija Aleksandra Sergejeviča Puškina
- Bajka o zlatnom pjetliću Aleksandra Sergejeviča Puškina

### Rođenja
- 27. srpnja – Giosuè Carducci, talijanski pjesnik († 1907.)
- 30. studenog – Mark Twain, američki književnik († 1910.)

## Vanjske poveznice
|  | Zajednički poslužitelj ima još gradiva o temi Književnost u 1835. |